# Рибинск
Рибинск (на руски: Рыбинск) е град в Северозападна Русия, Ярославска област.

## География
Разположен е при устието на река Шексна във Волга. През града протичат 3 основни реки, рекички и потоци.
Населението на града към 1 януари 2018 е 188 678 души. Числеността му е надхвърлила 250 хил. души през 1989 г., но оттогава постепенно намалява.

## История
Градът е известен от 1071 година под името Уст Шексна. Преименуван е на Рибная Слобода (1504) и на Рибинск през 1777 г. За кратки периоди се нарича Шчербаков (1946 – 1957) и Андропов (1984 – 1989) в чест на съветските политици Александър Шчербаков и Юрий Андропов.
Разраства се след построяването на Мариинския канал (1801), свързващ Волга с Балтийско море. През 1947 г. край града е завършено Рибинското водохранилище – най-големият язовир в света за своето време. На бента му е изградена водноелектрическа централа.

## Икономика
Преди Октомврийската революция от 1917 г. е голям център за търговия със зърно и претоварващ възел на Мариинската водна система, наричан е „столица на бурлаците“.
Има железопътна гара. Развити са корабостроителна, енергетична, хранителна промишленост.